# Ernst Albiez
Ernst Albiez (* 6. Juni 1892 in Amrigschwand; † 19. Juli 1959 ebenda) war ein deutscher Landwirt.

## Leben
Albiez wurde als zweitältestes von sechs Kindern einer Schwarzwaldbauernfamilie geboren. Sein Großvater Kasimir stammte ursprünglich aus Wilfingen und war 1859 an den Höchenschwander Berg gekommen. Er besuchte die Volksschule in Amrigschwand und war in jüngeren Jahren als Offiziersbursche bei der Marine in Cuxhaven. Zwei seiner Brüder waren in die Vereinigten Staaten ausgewandert, der dritte im Zweiten Weltkrieg gefallen. So übernahm er nach seiner Heirat 1923 den elterlichen Hof. Zeitweise arbeitete er nebenher als Hausmetzger.

### Vorsitz der Milchgenossenschaft
Früh erkannte der fortschrittlich denkende Albiez die Notlagen der Landwirtschaft in der Höhenlage des Höchenschwander Berges — die Dörfer der ehemaligen Gemeinde Amrigschwand liegen zwischen 854 und 957 Metern ü. NN — und begann nach neuen Wegen für eine rentablere Gestaltung der Produktion zu suchen.
Als sich 1929 die drei selbständigen landwirtschaftlichen Ortsvereine am Höchenschwander Berg, die dem Bauernverband Freiburg angeschlossen waren, zu einer Einheitsgenossenschaft zusammenschlossen, wurde er zu ihrem ersten Vorsitzenden gewählt und stand 26 Jahre in dieser Funktion. Besonders lag ihm die Viehzucht der Vorwälder Rasse und die Milchwirtschaft am Herzen. Unter seiner Leitung verlagerte sich der Schwerpunkt der ab 1930 als Milchabsatzgenossenschaft Höchenschwander Berg firmierenden Vereinigung auf das Milchgeschäft. 1931 entstand auf einem Grundstück zwischen dem ehemaligen Postamt und dem Gasthof Zur Post, das die Gemeinde Höchenschwand der Genossenschaft überlassen hatte, ein Milchhäuschen, das bis 1954 als Sammelstelle diente. Mit der Sammlung der Milch war den Bauern der umliegenden Dörfer eine sichere Einnahme garantiert. 1953 begann die Genossenschaft mit dem Neubau einer modernen Sammelstelle verbunden mit einer Milchbar, die im August 1954 ihrer Bestimmung übergeben wurde. Das wachsende Warengeschäft der Genossenschaft hatte bereits 1950 in Attlisberg zur Errichtung eines Lagerhauses unterhalb der alten Schule geführt.
1947 gründete Albiez zudem in Amrigschwand einen Ortsverein des Badisch-Landwirtschaftlichen Hauptverbandes. Nachdem er 1955 sein Amt als 1. Vorsitzender der Genossenschaft abgegeben hatte, wurde er zu ihrem Ehrenvorsitzenden ernannt. 

### Die Amrigschwander Gerste
Für die besonderen Klimabedingungen in den Hochlagen des Schwarzwaldes, wo die kalkarmen und sauren Böden nach künstlicher Düngung verlangten, züchtete er einige Jahre vor dem Zweiten Weltkrieg im langwierigen Ausleseverfahren und unter Einsatz finanzieller Opfer eine bodenständige Gerstensorte, die so genannte Schwarzwälder (Amrigschwander) vierzeilige Sommergerste, und nach dem Krieg eine zweizeilige Gerste. Beide Sorten ermöglichten den Anbau von Futtergerste auf den sauren Urgesteinsböden in den höchsten Lagen und brachten deutlich verbesserte Erträge. Sie hatten eine schnelle Jugendentwicklung, wuchsen rasch über das Unkraut hinaus. Nach Anmeldung beim Bundessortenamt zeigte die Landessaatzuchtanstalt in Hohenheim Interesse und war um die Erhaltung der Sorte besorgt. Bald wurde die Gerste auch in anderen deutschen Mittelgebirgen in fast allen Höhenlagen mit Granitverwitterungsböden angebaut. Als Saatgut erzielte sie einen Zentnerpreis von 52 DM, der Normalpreis für Gerste lag bei 35 DM. In einem Ortsbereisungsbericht aus dem Jahr 1958 wurde vermerkt: „Es ist keine Getreidezüchtung bekannt, die einen solchen Erfolg auf an sich ungünstigen Bodenverhältnissen aufzuweisen hätte.“ Erst weitere Züchtungsfortschritte führten dazu, dass die Amrigschwander Gerste nicht mehr angebaut wurde.
Auch die Züchtung von Saatkartoffeln förderte er.

### Lebensabend
Im April 1956 übergab Albiez den landwirtschaftlichen Betrieb an seinen Sohn Franz, der 1955 geheiratet hatte, und lebte und arbeitete weiter mit dessen Familie, bis er im Juli 1959 im Alter von 67 Jahren den Folgen eines Herzschlages erlag.

## Ehrungen
Für seinen Einsatz um die Verbesserung der bäuerlichen Existenz wurde Albiez am 31. Dezember 1951 mit dem Verdienstkreuz (Steckkreuz) der Bundesrepublik Deutschland ausgezeichnet.